# Falculea palliata
Falculea palliata là một loài chim trong họ Vangidae.

## Hình ảnh

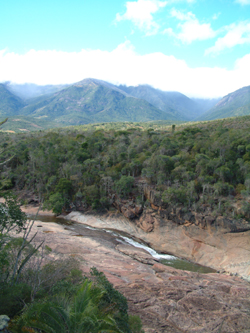
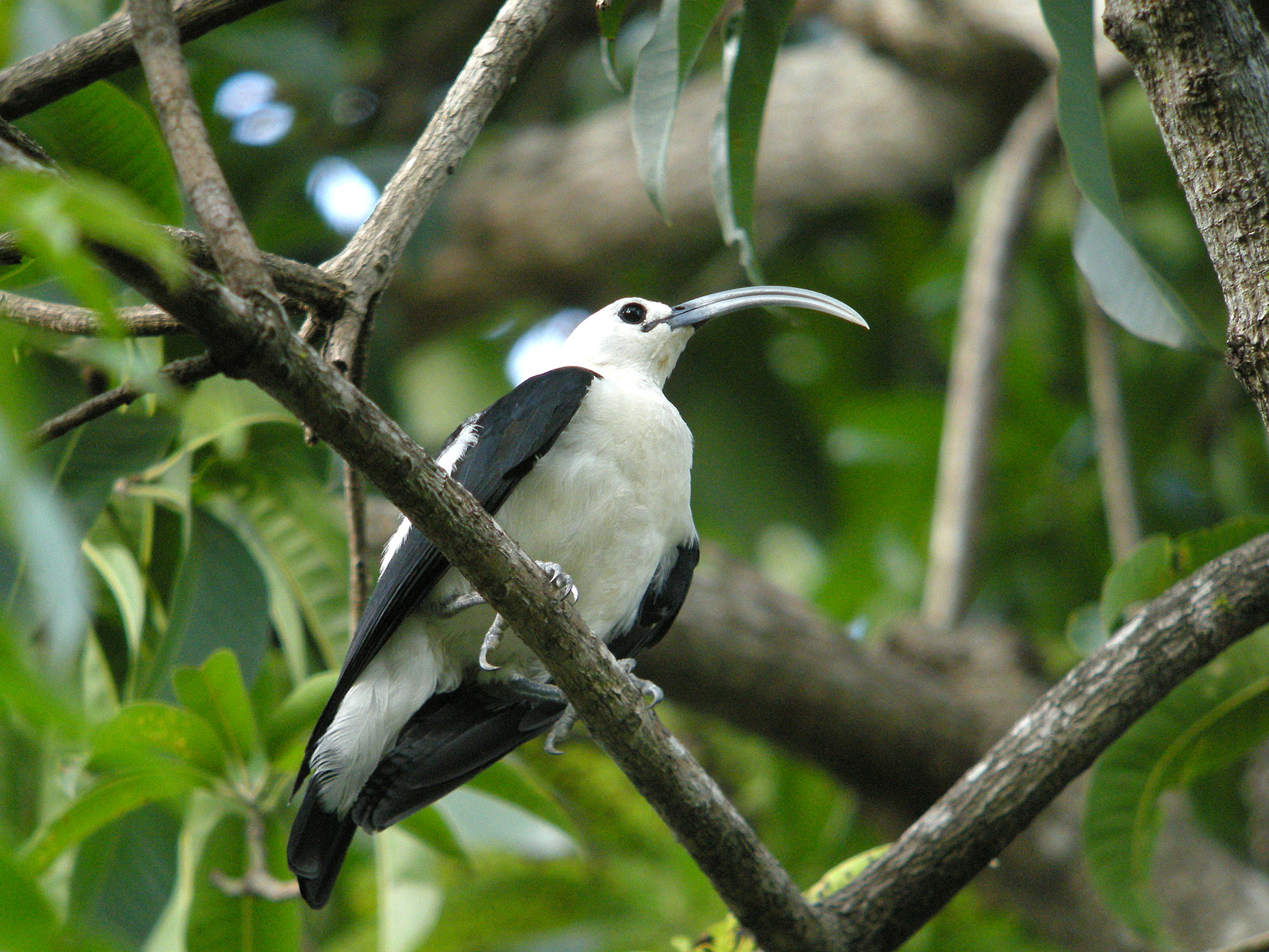